# Al Khor (municipalitate)
Al Khor (în arabă الخور; ortografiat și Al Khawr), oficial Al Khor și Al Thakhira, este o municipalitate din statul Qatar. Orașul Al Khor, reședința municipală, este situat pe coasta de nord-est a Qatarului, la aproximativ 50 de kilometri (31 mile) de capitala Doha și este considerat unul dintre marile orașe din Qatar. Al Thakhira este a doua așezare ca mărime din municipiu după orașul Al Khor.
Regiunea a fost condusă de tribul Al Muhannadi, care este format din șapte familii de beduini, înainte ca Qatarul să-și câștige independența în 1971. Turismul a crescut în ultimii ani datorită diverselor stațiuni, zone naturale și atracții culturale ale municipalității. Pescuitul a fost pilonul istoric al majorității locuitorilor municipiului.